# Sam Lufkin
Sam Lufkin (Salt Lake City, 8 maggio 1891 – Los Angeles, 19 febbraio 1952) è stato un attore statunitense.

## Carriera
Apparso solitamente in piccoli ruoli nei cortometraggi muti, Lufkin era nato nello Stato dello Utah. 
Trascorse la maggior parte della sua carriera negli studi di Hal Roach per il quale partecipò a più di 60 films, metà dei quali assieme alla coppia comica Laurel and Hardy. Notevoli sono i suoi personaggi secondari nelle parti dell'omino burbero o di una guardia carceraria cattiva che ostacola i piani di Stanlio e Ollio arrestandoli o percuotendoli. Il film più importante in cui Lufkin viene ricordato è La scala musicale del 1932, vincitrice del Premio Oscar come miglior film di Laurel e Hardy. Mentre Stanlio e Ollio sono intenti a portare un pianoforte sopra una lunga scalinata, incontrano una donna con cui Stanlio ha una breve lite. Lei si rivolge a Lufkin in vesti di pubblico ufficiale il quale picchia Oliver al posto di Stanlio. Ollio si arrabbia e mugugna contro di lui alle sue spalle, ma la guardia lo sente e ripercuote ancora i due.
Morì di uremia nel 1952.
È sepolto al Pierce Brothers Valhalla Memorial Park.

## Filmografia

### Cinema
- Il castello incantato (Haunted Spooks), regia di Alfred J. Goulding e Hal Roach - cortometraggio (1920)

- A Man About Town, regia di George Jeske - cortometraggio (1923)
- High Society, regia di Robert F. McGowan - cortometraggio (1924)
- The Nickel-Hopper, regia di F. Richard Jones e Hal Yates - cortometraggio (1926)
- Come mi pento (Sugar Daddies), regia di Fred Guiol e Leo McCarey - cortometraggio (1927)
- Playin' Hookey, regia di Robert A. McGowan - cortometraggio (1928)
- Libertà (Liberty), regia di Leo McCarey - cortometraggio (1929)
- Ecco mia moglie (That's My Wife), regia di Lloyd French - cortometraggio (1929)
- Agli ordini di sua altezza (Double Whopee), regia di Lewis R. Foster - cortometraggio (1929)
- Indiscreet, regia di Leo McCarey - cortometraggio (1931)
- Muraglie (Pardon Us), regia di James Parrott - cortometraggio (1931)
- Pugno di ferro (Any Old Port!), regia di James W. Horne - cortometraggio (1932)
- La scala musicale (The Music Box), regia di James Parrott - cortometraggio (1932)
- Ospedale di contea (County Hospital), regia di James Parrott - cortometraggio (1932)
- I figli del deserto (Sons of the Desert), regia di William A. Seiter (1933)
- Andando a spasso (Going Bye-Bye!), regia di Charley Rogers - cortometraggio (1934)
- Nel paese delle meraviglie (Babes in Toyland), regia di Gus Meins e Charley Rogers (1934)
- Gli allegri eroi (Bonnie Scotland), regia di James W. Horne (1935)
- La ragazza di Boemia (The Bohemian Girl), regia di James W. Horne e Charley Rogers (1936)
- Allegri gemelli (Our Relations), regia di Harry Lachman (1936)
- Grips, Grunts and Groans, regia di Jack White - cortometraggio (1937)
- Venti anni dopo (Block-Heads), regia di John G. Blystone (1938)
- Zenobia, regia di Gordon Douglas (1939)
- Noi siamo le colonne (A Chump at Oxford), regia di Alfred J. Goulding (1940)
- C'era una volta un piccolo naviglio (Saps at Sea), regia di Gordon Douglas (1940)
- La banda dei falsificatori (Crack-Up), regia di Irving Reis (1946)
- L'angelo del dolore (Sister Kenny), regia di Dudley Nichols (1946)
- La fortuna è femmina (Lady Luck), regia di Edwin L. Marin (1946)
- Perfido inganno (Born to Kill), regia di Robert Wise (1947)
- Riff-Raff - L'avventuriero di Panama (Riff Raff), regia di Ted Tetzlaff (1947)
- Il miracolo delle campane (The Miracle of the Bells), regia di Irving Pichel (1948)
- La seduttrice (Born to Be Bad), regia di Nicholas Ray (1950)
- Law of the Badlands, regia di Lesley Selander (1951)